# 戀戰沖繩
《戀戰沖繩》是一部於2000年上映的香港電影。整部電影都在日本沖繩拍攝。

## 劇情簡介

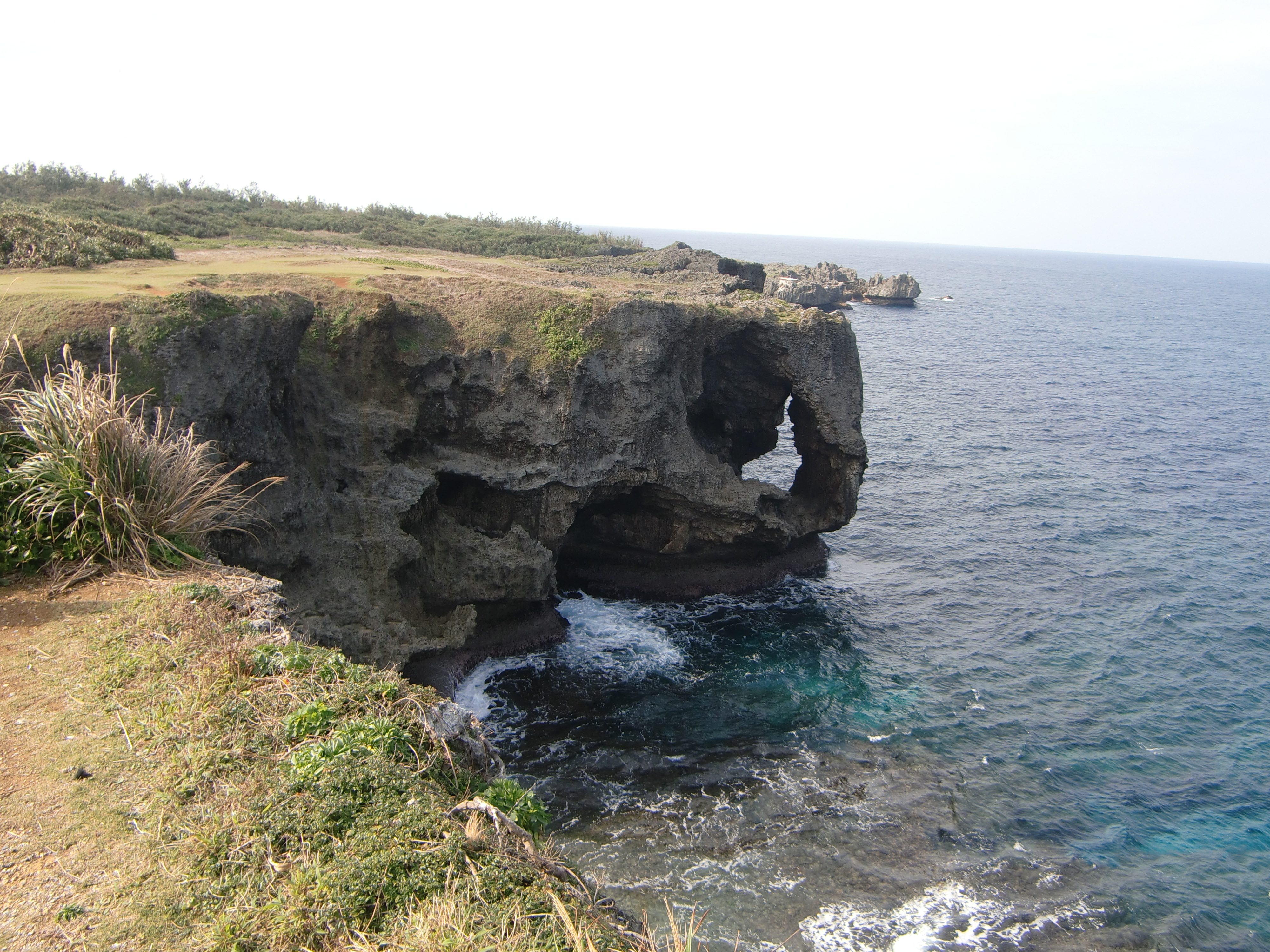
其中一個拍攝景點--萬座毛

一個叫Jenny（王菲飾）的女人某天醒來，發覺她不再愛枕邊的黑幫頭目佐藤（加滕雅也飾），她帶走了他的一袋錢，那是佐藤準備從大賊唐傑（張國榮飾）手中贖回寫滿了黑幫秘密的私人日記的贖金。手緊的唐傑得不到錢，卻遇上與女友（黎姿飾）來沖繩玩的休假刑警羅宏達（梁家輝飾）。達決心緝捕唐，過程中，兩個男人都喜歡了這飄忽的女人，達更為此而放棄相戀多年的女朋友，從未為女人付出過認真感情的唐與Jenny展開一場心理戰……

## 演員表
| 演員       | 角色   |
| 張國榮     | 唐傑   |
| 王菲       | Jenny  |
| 梁家輝     | 羅宏達 |
| 黎姿       | Sandy  |
| 谷德昭     | 谷寶   |
| 車婉婉     | 曲奇   |
| 樋口明日嘉 |        |
| 加藤雅也   | 佐藤剛 |

## 軼事

### 製作
- 王菲在本片裏獻出了自己的銀幕初吻

- 本片的外景幾乎全部都是在日本沖繩拍攝。不僅有當地觀光振興會的協助，劇組還獲安排住宿在沖繩的酒店，更獲准在兩間總統套房拍兩天戲。

- 陳嘉上表示這部戲的女主角是一個很難捉摸的女人， 而王菲就有這種特質，所以他一想就想到用王菲。

- 本片沖繩拍攝閒暇時，女主角王菲最愛出IQ題考張國榮和梁家輝，還說女兒竇靖童也懂得回答，他們沒有理由猜不到。

- 陳嘉上表示本片拍攝的時候基本上是邊拍邊想，開拍的時候根本不知道電影的結果。

### 幕後
- 陳嘉上表示如果沒有張國榮，就沒有《戀戰沖繩》這部電影。陳嘉上回憶說，這部電影最初只是一個構想，影片拍攝結束後都沒有形成一部完整的劇本，陳嘉上只是跟張國榮說他有一個想法，想拍一部怎樣的戲，但是劇本還沒寫，沒想到張國榮聽完之後不僅願意參與演出，還幫陳嘉上找來了王菲。

## 獎項
| 頒獎典禮                 | 獎項       | 名單   | 結果 |
| ------------------------ | ---------- | ------ | ---- |
| 2002年度日本香港電影通信 | 最佳男演員 | 張國榮 | 獲獎 |

## 外部連結
- 開眼電影網上《戀戰沖繩》的資料（繁體中文）
- 豆瓣电影上《戀戰沖繩》的資料 （简体中文）
- 时光网上《戀戰沖繩》的資料（简体中文）
- AllMovie上《戀戰沖繩》的资料（英文）
- 爛番茄上《戀戰沖繩》的資料（英文）
- 香港影庫上《戀戰沖繩》的資料（繁體中文）
- 互联网电影数据库（IMDb）上《戀戰沖繩》的资料（英文）